# Береговая охрана КНР

Эмблема Береговой охраны КНР до 2013 года

Корпус береговой охраны Народной вооружённой милиции Китая (кит. упр. 中国人民武装警察部队海警总队, пиньинь Zhōngguó Rénmín Wǔzhuāng Jǐngchá Bùduì Hǎijǐng Zǒngduì, палл. чжунго жэньминь учжуан цзинча будуй хайцзин чжундуй), также известный как Бюро береговой охраны Китая (кит. упр. 中国海警, пиньинь Zhōngguó Hǎijĭng Jú, палл. чжунго хайцзин цзюй), Береговая охрана Китая (кит. упр. 中国海警, пиньинь Zhōngguó Hǎijĭng, палл. чжунго хайцзин, буквально: «морская полиция Китая») или просто Морская полиция (кит. упр. 海警, пиньинь Hǎijĭng, палл. хайцзин) — служба в составе Народной вооружённой милиции Китая, занимающаяся охраной водных рубежей Китайской Народной Республики, поддержанием морского права и поисково-спасательными операциями. Отвечает за побережье Материкового Китая, Гонконга и Макао, является крупнейшей в мире по численности береговой охраной.
До 2013 года все функции береговой охраны выполняла служба пограничной безопасности Народной вооружённой милиции Китая, подчинявшаяся Министерству общественной безопасности КНР. В марте 2013 года было объявлено о создании Береговой охраны в подчинении Государственного океанографического управления, в современном виде Береговая охрана появилась в июле того же года. 1 июля 2018 года Береговая охрана была выведена из ведомства Государственного совета КНР и Государственной океанической администрации, став ведомством Народной вооружённой милиции и Центрального военного совета КНР.

## Функции
Береговая охрана занимается поисково-спасательными операциями, патрулированием и борьбой против нелегалов и браконьеров как в прибрежных водах, так и в открытом океане. В военное время она переходит под оперативное управление военно-морского флота. В целом среди её ролей выделяются следующие:
- Патрулирование территориальных вод, в том числе спорных территорий
- Борьба против контрабанды и пиратов
- Обеспечение соблюдения морского права, досмотр судов
- Безопасность на побережье и в гаванях
- Поисково-спасательные операции
- Защита рыболовецких судов

В июне 2018 года Береговая охрана КНР получила те же полномочия на море, что и наземные гражданские правоохранительные органы, а именно в плане борьбы против преступности, поддержания правопорядка и мира, а также обеспечения морской безопасности при использовании морских ресурсов, охраны окружающей среды, контроле за рыболовством и борьбе против контрабандистов.

## Структура
Согласно структуре, подтверждённой реформой 2018 года, Береговая охрана делится на командования и дивизионы.
- Восточное морское командование
  - Цзянсуский дивизион
  - Шанхайский дивизион
  - Чжэцзянский дивизион
  - Фуцзяньский дивизион
  - 1-й дивизион
  - 2-й дивизион
- Южнокитайское морское командование
  - Гуандунский дивизион
  - Гуансийский дивизион
  - Хайнаньский дивизион
  - 3-й дивизион
  - 4-й дивизион
  - 5-й дивизион
- Северокитайское морское командование
  - Ляонинский дивизион
  - Тяньцзиньский дивизион
  - Хэбэйский дивизион
  - Шаньдунский дивизион
  - 6-й дивизион

## Международное сотрудничество
Береговая охрана проводит периодические совместные учения с флотами и службами береговой охраны других стран, в том числе США, Канады, Японии, Республики Корея и России. Китайцы участвуют в ежегодном Северо-Тихоокеанском форуме органов береговой охраны, а в рамках программы обмена некоторые из служащих китайской береговой охраны проходят службу на катерах американской береговой охраны.

## Снаряжение

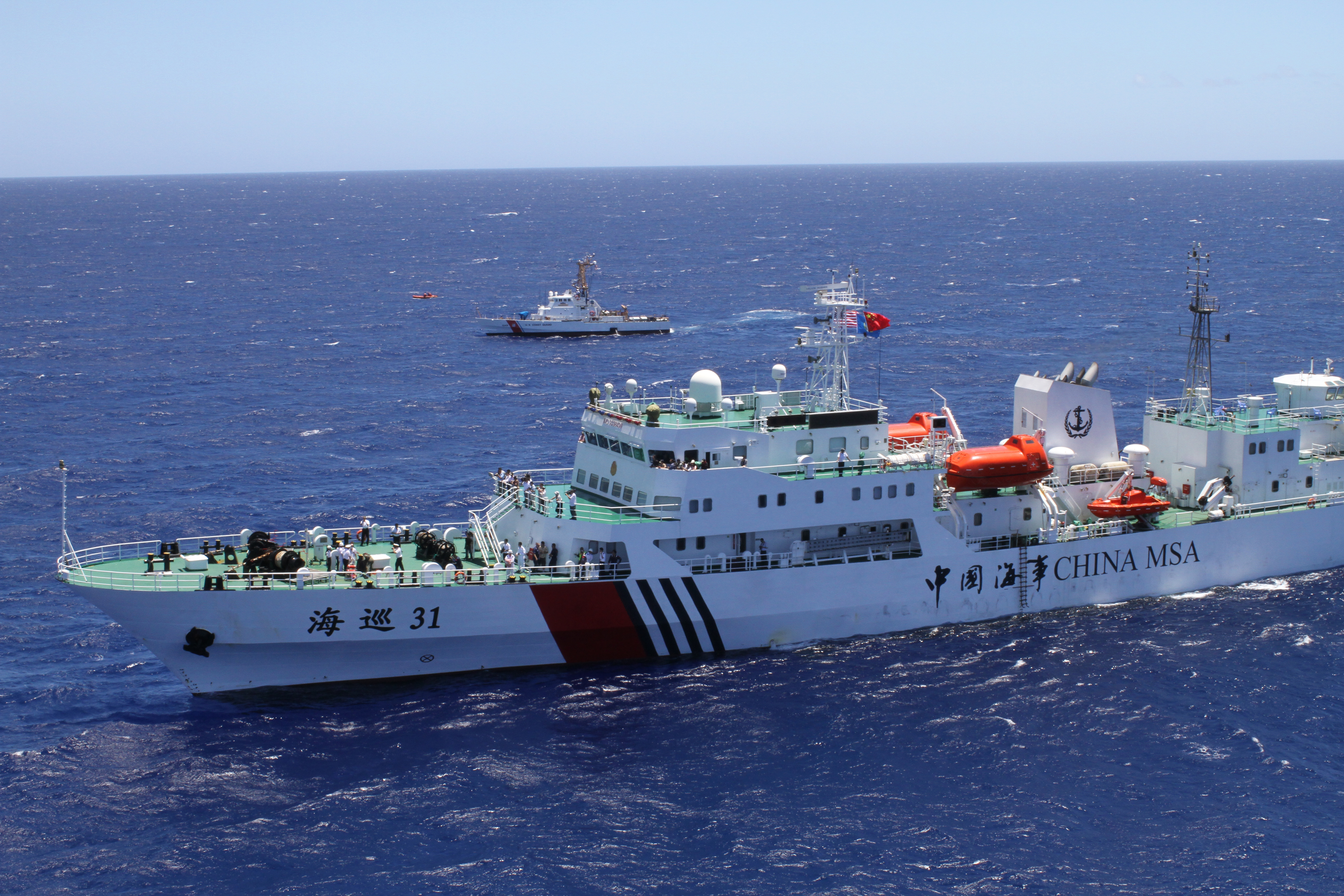
Катер «Гальвестон-Айленд» Береговой охраны США и катер «Хайсюнь-31» Береговой охраны КНР у Гонолулу, 6 сентября 2012 года

В распоряжении Береговой охраны КНР есть несколько крупных патрульных кораблей, которые значительно помогают ей в ходе операций. Таможенная служба, полиция, народная полиция и другие правоохранительные органы используют сотни малых кораблей и катеров: они вооружены пулемётами и 37-мм зенитными орудиями. Также в подразделениях Береговой охраны есть свои авиационные отряды, которые помогают при спецоперациях: вертолёты Harbin Z-9 и самолёты Harbin Y-12. Окраска кораблей Береговой охраны — белого цвета с синей горизонтальной полосой и надписями «Береговая охрана Китая» на английском (China Coast Guard) и на китайском.
К кораблям Береговой охраны относятся патрульные корабли типа 218 (водоизмещение 130 т, всего 100 единиц), вооружённые сдвоенными пулемётами калибра 14,5 мм, а также различные скоростные катера и крупные патрульные корабли. Некоторое время крупнейшим кораблём Береговой охраны был катер проекта 718 «Хайсюнь» под номером (31101) «Пудун». В марте 2007 года поступили сообщения о том, что китайский флот передал Береговой охране два фрегата типа 053, переработанные в катера типа 728 — корабли 44102 (ранее «Шандэ» 509) и 46103 (ранее «Шаосин» 510). Они были переименованы затем в катера под номерами 1002 и 1003, став крупнейшими катерами в истории Береговой охраны КНР.
В мае 2017 года поступили сведения, что катер 3901 под бортовым номером 1123 (водоизмещение 12 тысяч тонн, вооружён 76-мм скорострельными артиллерийскими орудиями H/PJ-26, двумя вспомогательными орудиями и двумя зенитными орудиями) провёл патрулирование группы оспариваемых островов в Южно-Китайском море. Пресса отметила, что этот катер оказался крупнейшим в мире, превосходящим по водоизмещению ракетные крейсера типа «Тикондерога» (9,8 тысяч тонн) и эскадренные миноносцы типа «Арли Берк» (от 8,3 до 9,3 тысяч тонн).